# Pierre de La Jugie

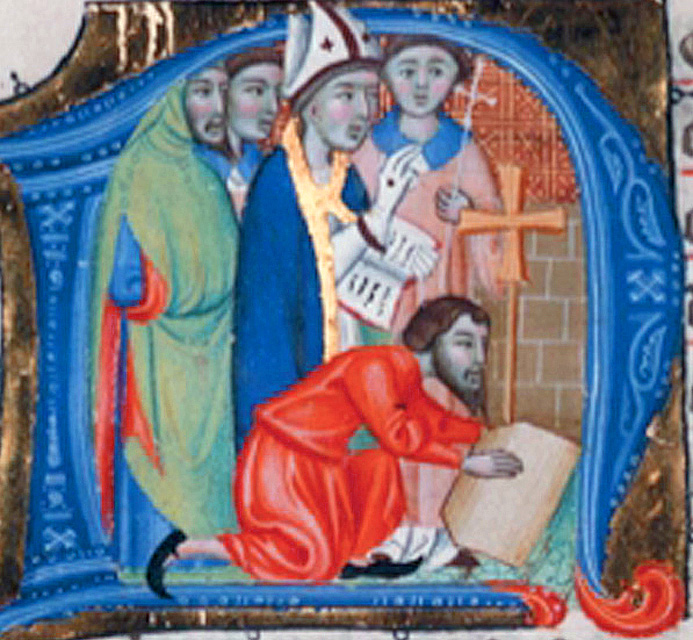
Darstellung von Pierre de La Jugie in seinem Pontifikale (Narbonne, Kathedrale Saint-Just, ca. 1350)

Pierre de La Jugie de La Montre OSBClun (* 1319 in Eyrein; † 21. November 1376 in Pisa), ein Neffe von Papst Clemens VI. und Vetter von Papst Gregor XI., war Erzbischof von Saragossa, Narbonne und Rouen, sowie Kardinal mit der Titelkirche Santa Maria in Cosmedin (1375–1376), genannt le cardinal de Narbonne.

## Leben
Pierre de La Jugie wurde im Weiler La Jugie in der Pfarre Eyrein bei Rosiers-d’Égletons geboren. Er war ein Sohn von Jacques de La Jugie, der 1338 geadelt wurde, und Guillaumette Roger, Schwester von Pierre Roger, dem späteren Clemens VI. Ihr Bruder Guillaume (1317–1374) wurde 1342 zum Kardinal ernannt., ihr Bruder Hugues war Bischof von Béziers, dann Bischof von Carcassonne, ihre Schwester war Äbtissin von La Règle.

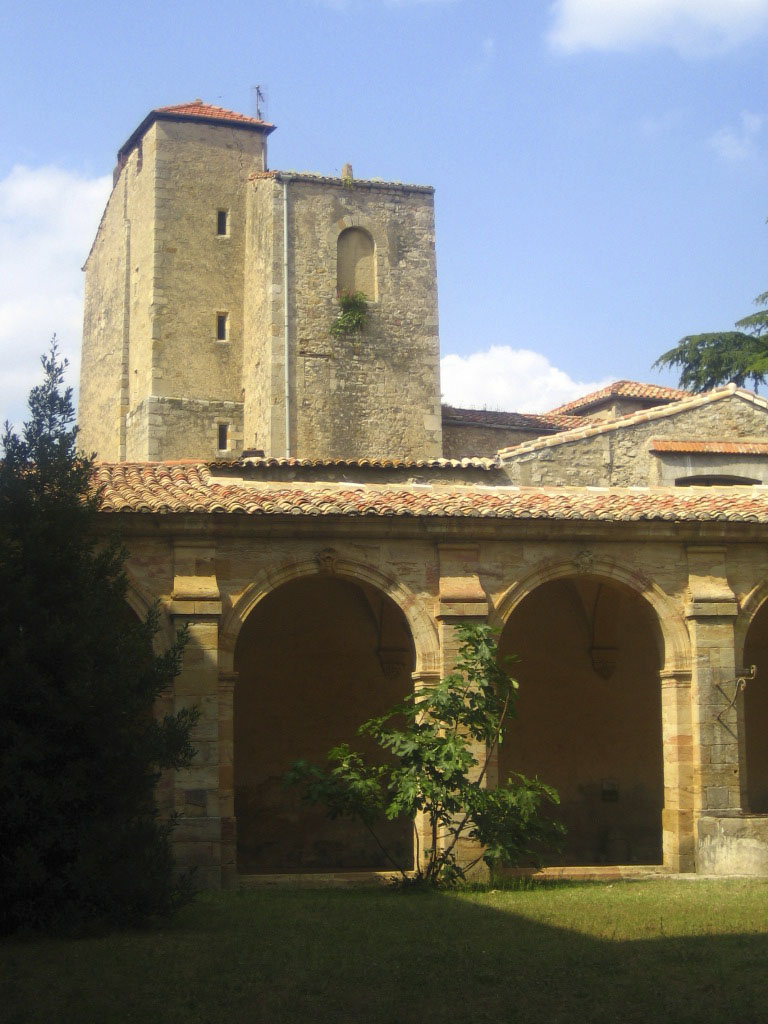
Abtei Sainte-Marie de Lagrasse

### Von Cluny über Saragossa nach Narbonne
Er trat bei den Benediktinern von Cluny ein und absolvierte eine Ausbildung in Kanonischem Recht an der Universität Orléans, die er 1344 mit Promotion verließ.
1332 erhielt er das Priorat Saint-Pantaléon, das nach dem Weggang von Nicolas Roger vakant war. Er wurde dann Prior von Sainte-Livrade im Bistum Agen, bevor Clemens VI. ihn am 18. August 1342 zum Abt von Saint-Jean-d’Angély ernannte. Ab 4. Februar 1343 war in Personalunion auch Abt von Lagrasse.
Clemens VI. machte ihn am 2. März 1345 zum Erzbischof von Saragossa, am 10. Januar 1347 zum Erzbischof von Narbonne.
Er trieb den Bau der Kathedrale von Narbonne voran und ließ einen Teil des erzbischöflichen Palais errichten. Er ist auch am Anfang der Ausarbeitung des „Grünen Buches“, einer Bestandsaufnahme der Rechte und des Eigentums des Erzbischöflichen Palastes.

### Der Empfang von Urban V. in Montpellier

Kardinalswappen (modernes Schema)

Anfang Januar 1367 wurde Papst Urban V., der auf dem Weg nach Montpellier war, in Castelnau-le-Lez vom Narbonner Klerus unter der Führung des Erzbischofs begrüßt. Der Papst hatte Avignon verlassen, um die Einweihung der Kirche Saint-Germain zu feiern, die er selbst in Auftrag gegeben hatte. Die Kirche wurde am 30. Januar in Anwesenheit des Papstes geweiht und der Erzbischof feierte die erste Messe. Auf dem Altar befand sich ein silberner Tabernakel, in dem ein Bild der Jungfrau in vergoldetem Silber, das der Papst geschenkt hatte, aufbewahrt wurde.

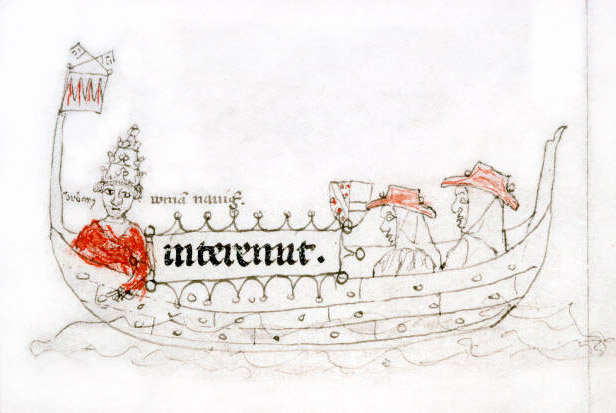
Buchmalerei in „Miscellanea historica“, die Urban V. und zwei Kardinäle auf einer Reise nach Rom darstellt; der mit einem Wappen versehene ist Pierre de La Jugie. Bibliothèque municipale Ceccano, Avignon

### Der Erzbischof von Rouen wird Kardinal

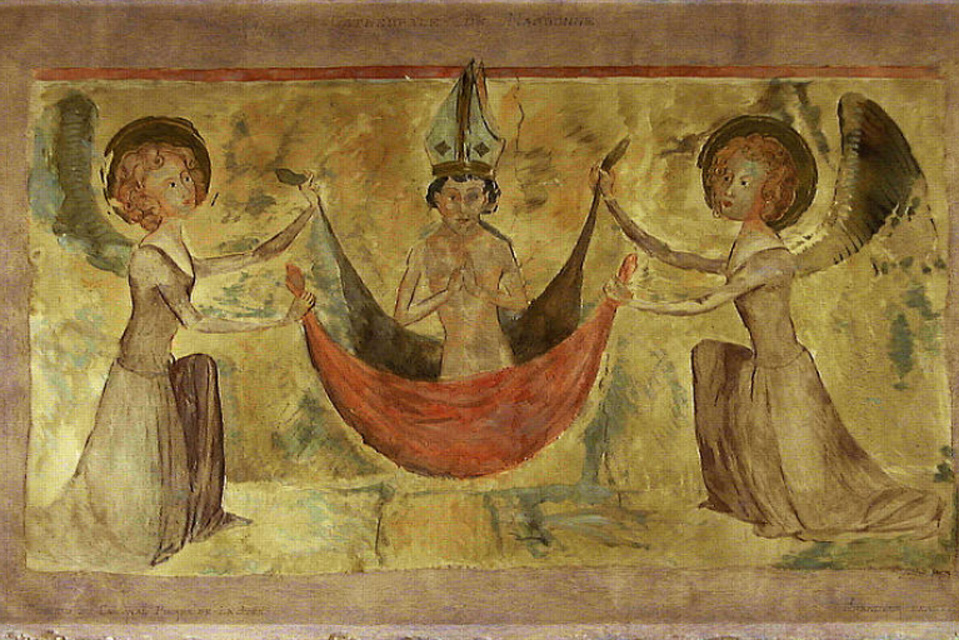
Die Seele Pierre de La Jugies steigt in den Himmel empor, Fresko in der Kathedrale von Narbonne

Am 27. August 1375 ernannte ihn sein Vetter Gregor XI. zum Erzbischof von Rouen, der reichsten Diözese Frankreichs, auf dem Konsistorium vom 20. Dezember 1375 zum Kardinal mit der Titelkirche Santa Maria in Cosmedin. Er scheint nie als Erzbischof in Rouen gewesen zu sein, es war sein Amtsanwalt (procureur) Pierre Bégon, der am 9. Oktober 1375 vom Kapitel empfangen wurde.
Pierre de La Jugie begleitete den Papst bei seiner Rückkehr nach Rom. Nach dem Einlaufen der päpstlichen Flotte in Livorno am 7. November 1376 musste er eine Woche in der Hafenstadt bleiben. Hier verfasste er am 15. November sein Testament. Er starb am 21. November 1376, nachdem er Pisa erreicht hatte.
Übergangsweise wurde er im Dom zu Pisa bestattet, schließlich in Narbonne beerdigt. Er ruht in dem prächtigen Marmorgrab, das er in der Außenreihe des Chors der Kathedrale hatte errichten lassen.